# Dasyhelea chani
Dasyhelea chani is een muggensoort uit de familie van de knutten (Ceratopogonidae). De wetenschappelijke naam van de soort is voor het eerst geldig gepubliceerd in 1990 door Wirth and Linley.